# Georgina de Wilczek
La princesa Georgina de Liechtenstein (nacida Gräfin Georgine Norberta Johanna Franziska Antonia Maria Raffaela; Graz, 24 de octubre de 1921 - Grabs, 18 de octubre de 1989) fue la princesa consorte de Liechtenstein entre 1943 y 1989 por su matrimonio con el príncipe Francisco José II. Por matrimonio ostentó también los títulos de duquesa consorte de Rietberg y Jägerndorf hasta su muerte. También ostentó el título de condesa de Wilczek desde su nacimiento, hasta el año en el contrajo matrimonio, en 1943. 
Nació en Graz, Austria y fue hija de los condes Fernando María de Wilczek y Norbertina Kinsky de Wchinitz y Tettau. Es madre del actual príncipe soberano de Liechtenstein, Juan Adán II.
Tras su matrimonio recibió el tratamiento de su alteza serenísima desde 1943, hasta su deceso, en 1989.
Era miembro de la casa principesca de Liechtenstein por matrimonio, y de la casa condal de Wilczek por nacimiento.

## Biografía

### Nacimiento
La Condesa Georgina de Wilczek nació el 24 de octubre de 1921 en 
Graz, fue la única hija del Conde Fernando María de Wilczek (1893-1977) y de su esposa, la Condesa Norbertina "Nora" Kinsky de Wchinitz y Tettau (1888-1923). En 1923, cuando Georgina tenía solo dos años, su madre murió después de dar a luz a un niño que nació muerto.

### Educación
La Condesa Georgina recibió su educación formal en la escuela primaria Sacre Coeur en Francia y en un internado dirigido por la Congregación de Jesús en Roma. Luego estudió idiomas en la Universidad de Viena y se graduó como intérprete en los idiomas de Inglés, Francés e Italiano.

## Matrimonio y descendencia

### Noviazgo y compromiso
A principios de 1942, Georgina conoció a su futuro esposo, el príncipe Francisco José II de Liechtenstein, quien también era su primo tercero. Su compromiso fue anunciado el 30 de diciembre de 1942.

### Matrimonio
El 7 de marzo de 1943, en la Iglesia Parroquial de San Florián, en Vaduz, contrajo matrimonio con el príncipe Francisco José II de Liechtenstein (1906–1989).

### Descendencia
Tuvieron cinco hijos: 
- Juan Adán II de Liechtenstein (n. 1945). Casado con la condesa María Kinsky de Wchinitz y Tettau (1940-2021). Con descendencia.
- Felipe Erasmo de Liechtenstein (n. 1946). Casado con Isabel de l'Arbre de Malander (n. 1949). Con descendencia.
- Nicolás Fernando de Liechtenstein (n. 1947). Casado con la princesa Margarita de Luxemburgo (n. 1957), hija del Gran Duque Juan de Luxemburgo. Con descendencia.
- Norberta Isabel de Liechtenstein (n. 1950). Casada con Vicente Sartorius y Cabeza de Vaca (1931-2002), IV Marqués de Mariño, (padre de Isabel Sartorius). Con descendencia.
- Francisco José de Liechtenstein (1962-1991).

## Organizaciones que apoyaba

### Obras Solidarias
Durante la Segunda Guerra Mundial, la princesa Georgina estaba preocupada por los prisioneros de guerra y los viajes en bicicleta cuando el país sufría escasez de gasolina. Cuando terminó la guerra, la princesa Georgina ayudó a los refugiados preparando sopa y bañando a los niños en la frontera nacional de Schaanwald, Liechtenstein.
El 22 de junio de 1945, la princesa fundó y fue la presidenta de la Cruz Roja de Liechtenstein. En 1946, fundó un centro de asesoramiento para madres en Liechtenstein. En 1948, se fundó la organización de bienestar familiar de la Cruz Roja de Liechtenstein. En 1956, la princesa Georgiana abrió el primer hogar infantil de la Cruz Roja en Triesen, Liechtenstein. En 1972, se estableció el servicio de rescate de la Cruz Roja.
Apoyó desde 1956 a las Asociaciones de Apoyo a la Familia. Era la presidenta de la Asociación de Ayuda Familiar de Liechtenstein, una organización de apoyo a la familia, de 1966 a 1977 y patrocinadora de 1977 a 1989. En 1989, se convirtió en presidenta honoraria del Consejo Internacional de Servicios de Ayuda a Domicilio. Se convirtió en presidenta de la Asociación para la Educación Curativa en Liechtenstein de 1967 a 1983. Bajo su liderazgo, se fundaron una escuela para niños discapacitados y talleres de protección en 1969 y 1975 respectivamente. También fundó Liechtenstein en 1971, donde se convirtió en presidenta del consejo de administración. Se convirtió en directora de la Fundación Martin Tietz.
En 1966, se fundó la Asociación de Agricultoras de Liechtenstein por iniciativa de la Princesa Georgina con el apoyo de la Asociación de Agricultores de Liechtenstein. Fue nombrada presidenta de honor. Era la patrocinadora de las Girl Scouts de Liechtenstein y asistía con frecuencia a sus eventos.
En 1976, el padre de Georgina permitió la publicación titulada Russisches Tagebuch: 1916-1918 (en español: Diario ruso: 1916-1918) sobre los diarios de su difunta esposa escritos durante su estancia en Siberia. Ella contribuyó con el prólogo de la publicación.
Además de sus numerosas actividades benéficas y sociales, la princesa también se comprometió con una serie de cuestiones políticas, incluida la introducción del sufragio femenino en Liechtenstein. En 1987, la Princesa recibió la Medalla Henry Dunant del Comité Internacional de la Cruz Roja.

## Muerte
La Princesa Georgina murió el 18 de octubre de 1989, en el Hospital Cantonal de Grabs, Suiza, seis días antes de cumplir 68 años, poco después de recibir sus últimos sacramentos. Ella había sido hospitalizada por una enfermedad no revelada que condujo a su muerte. Su esposo, que también estaba delicado de salud, se derrumbó en su cama y murió 26 días después. Están enterrados juntos en la Catedral de San Florián en Vaduz.

## Títulos y estilos
| ● 24 de octubre de 1921-7 de marzo de 1943: | Condesa Georgina de Wilczek                                |
| ● 7 de marzo de 1943-18 de octubre de 1989: | Su alteza serenísima la Princesa consorte de Liechtenstein |

## Distinciones honoríficas

### Distinciones honoríficas liechtensteinianas
- Gran Estrella de la Orden del Mérito del Principado de Liechtenstein.[5][6]
- Medalla conmemorativa del 50.º Aniversario de Francisco José II (16/08/1956).[7]
- Medalla conmemorativa del 70.º Aniversario de Francisco José II (16/08/1976).[7]

### Distinciones honoríficas extranjeras
- Dama Gran Cruz de la Orden del Santo Sepulcro de Jerusalén (Santa Sede, 10/10/1948).[8]
- Cruz de Honor de la Orden Pontificia Pro Ecclesia et Pontifice [Por la Iglesia y por el Papa] (Santa Sede, 10/10/1960).[9]
- Dama gran cruz de la Orden de Beneficencia (Reino de Grecia, 13/05/1962).[10]
- Dama gran cruz de la Orden de las Santas Olga y Sofía (Reino de Grecia, 17/09/1964).[11]
- Medalla conmemorativa del 2.500 Aniversario del Imperio de Irán (Imperio de Irán, 14/10/1971).[5][6]

## Ancestros
|  |                                                                     |  |  |  |  |  |  |  |  |  |  |  |  |  |  |  |
|  | 16. Conde Estanislao José de Wilczek                                |  |  |  |  |  |  |  |  |  |  |  |  |  |  |  |
|  |                                                                     |  |  |  |  |  |  |  |  |  |  |  |  |  |  |  |
|  |                                                                     |  |  |  |  |  |  |  |  |  |  |  |  |  |  |  |
|  | 8. Conde Juan Nepomuceno de Wilczek                                 |  |  |  |  |  |  |  |  |  |  |  |  |  |  |  |
|  |                                                                     |  |  |  |  |  |  |  |  |  |  |  |  |  |  |  |
|  |                                                                     |  |  |  |  |  |  |  |  |  |  |  |  |  |  |  |
|  | 17. Baronesa Gabriela Carolina de Reischach                         |  |  |  |  |  |  |  |  |  |  |  |  |  |  |  |
|  |                                                                     |  |  |  |  |  |  |  |  |  |  |  |  |  |  |  |
|  |                                                                     |  |  |  |  |  |  |  |  |  |  |  |  |  |  |  |
|  | 4. Conde Juan Nepomuceno de Wilczek                                 |  |  |  |  |  |  |  |  |  |  |  |  |  |  |  |
|  |                                                                     |  |  |  |  |  |  |  |  |  |  |  |  |  |  |  |
|  |                                                                     |  |  |  |  |  |  |  |  |  |  |  |  |  |  |  |
|  | 18. Conde Jordano Alvís Emo Capodilista                             |  |  |  |  |  |  |  |  |  |  |  |  |  |  |  |
|  |                                                                     |  |  |  |  |  |  |  |  |  |  |  |  |  |  |  |
|  |                                                                     |  |  |  |  |  |  |  |  |  |  |  |  |  |  |  |
|  | 9. Condesa Emma María Emo Capodilista                               |  |  |  |  |  |  |  |  |  |  |  |  |  |  |  |
|  |                                                                     |  |  |  |  |  |  |  |  |  |  |  |  |  |  |  |
|  |                                                                     |  |  |  |  |  |  |  |  |  |  |  |  |  |  |  |
|  | 19. Condesa Lucía Laura Maldura                                     |  |  |  |  |  |  |  |  |  |  |  |  |  |  |  |
|  |                                                                     |  |  |  |  |  |  |  |  |  |  |  |  |  |  |  |
|  |                                                                     |  |  |  |  |  |  |  |  |  |  |  |  |  |  |  |
|  | 2. Conde Fernando María de Wilczek                                  |  |  |  |  |  |  |  |  |  |  |  |  |  |  |  |
|  |                                                                     |  |  |  |  |  |  |  |  |  |  |  |  |  |  |  |
|  |                                                                     |  |  |  |  |  |  |  |  |  |  |  |  |  |  |  |
|  | 20. Rodolfo José, VI Príncipe Kinsky de Wchinitz y Tettau           |  |  |  |  |  |  |  |  |  |  |  |  |  |  |  |
|  |                                                                     |  |  |  |  |  |  |  |  |  |  |  |  |  |  |  |
|  |                                                                     |  |  |  |  |  |  |  |  |  |  |  |  |  |  |  |
|  | 10. Fernando Buenaventura, VII Príncipe Kinsky de Wchinitz y Tettau |  |  |  |  |  |  |  |  |  |  |  |  |  |  |  |
|  |                                                                     |  |  |  |  |  |  |  |  |  |  |  |  |  |  |  |
|  |                                                                     |  |  |  |  |  |  |  |  |  |  |  |  |  |  |  |
|  | 21. Condesa Guillermina Isabel de Colloredo-Mannsfeld               |  |  |  |  |  |  |  |  |  |  |  |  |  |  |  |
|  |                                                                     |  |  |  |  |  |  |  |  |  |  |  |  |  |  |  |
|  |                                                                     |  |  |  |  |  |  |  |  |  |  |  |  |  |  |  |
|  | 5. Condesa Isabel Guillermina Kinsky de Wchinitz y Tettau           |  |  |  |  |  |  |  |  |  |  |  |  |  |  |  |
|  |                                                                     |  |  |  |  |  |  |  |  |  |  |  |  |  |  |  |
|  |                                                                     |  |  |  |  |  |  |  |  |  |  |  |  |  |  |  |
|  | 22. Príncipe Carlos Borromeo de Liechtenstein                       |  |  |  |  |  |  |  |  |  |  |  |  |  |  |  |
|  |                                                                     |  |  |  |  |  |  |  |  |  |  |  |  |  |  |  |
|  |                                                                     |  |  |  |  |  |  |  |  |  |  |  |  |  |  |  |
|  | 11. Princesa María Josefa de Liechtenstein                          |  |  |  |  |  |  |  |  |  |  |  |  |  |  |  |
|  |                                                                     |  |  |  |  |  |  |  |  |  |  |  |  |  |  |  |
|  |                                                                     |  |  |  |  |  |  |  |  |  |  |  |  |  |  |  |
|  | 23. Condesa Francisca María de Wrbna y Freudenthal                  |  |  |  |  |  |  |  |  |  |  |  |  |  |  |  |
|  |                                                                     |  |  |  |  |  |  |  |  |  |  |  |  |  |  |  |
|  |                                                                     |  |  |  |  |  |  |  |  |  |  |  |  |  |  |  |
|  | 1. Georgina, Princesa consorte de Liechtenstein                     |  |  |  |  |  |  |  |  |  |  |  |  |  |  |  |
|  |                                                                     |  |  |  |  |  |  |  |  |  |  |  |  |  |  |  |
|  |                                                                     |  |  |  |  |  |  |  |  |  |  |  |  |  |  |  |
|  | 24. Conde Leopoldo José Kinsky de Wchinitz y Tettau                 |  |  |  |  |  |  |  |  |  |  |  |  |  |  |  |
|  |                                                                     |  |  |  |  |  |  |  |  |  |  |  |  |  |  |  |
|  |                                                                     |  |  |  |  |  |  |  |  |  |  |  |  |  |  |  |
|  | 12. Conde Juan Bautista Kinsky de Wchinitz and Tettau               |  |  |  |  |  |  |  |  |  |  |  |  |  |  |  |
|  |                                                                     |  |  |  |  |  |  |  |  |  |  |  |  |  |  |  |
|  |                                                                     |  |  |  |  |  |  |  |  |  |  |  |  |  |  |  |
|  | 25. Baronesa María Teresa Puteani                                   |  |  |  |  |  |  |  |  |  |  |  |  |  |  |  |
|  |                                                                     |  |  |  |  |  |  |  |  |  |  |  |  |  |  |  |
|  |                                                                     |  |  |  |  |  |  |  |  |  |  |  |  |  |  |  |
|  | 6. Conde Octavio Sidonio Kinsky de Wchinitz y Tettau                |  |  |  |  |  |  |  |  |  |  |  |  |  |  |  |
|  |                                                                     |  |  |  |  |  |  |  |  |  |  |  |  |  |  |  |
|  |                                                                     |  |  |  |  |  |  |  |  |  |  |  |  |  |  |  |
|  | 26. Constantino Naum Dadányi de Gyülvész                            |  |  |  |  |  |  |  |  |  |  |  |  |  |  |  |
|  |                                                                     |  |  |  |  |  |  |  |  |  |  |  |  |  |  |  |
|  |                                                                     |  |  |  |  |  |  |  |  |  |  |  |  |  |  |  |
|  | 13. Ifigenia Teresa Dadányi de Gyülvész                             |  |  |  |  |  |  |  |  |  |  |  |  |  |  |  |
|  |                                                                     |  |  |  |  |  |  |  |  |  |  |  |  |  |  |  |
|  |                                                                     |  |  |  |  |  |  |  |  |  |  |  |  |  |  |  |
|  | 27. Isabel Damjanovics                                              |  |  |  |  |  |  |  |  |  |  |  |  |  |  |  |
|  |                                                                     |  |  |  |  |  |  |  |  |  |  |  |  |  |  |  |
|  |                                                                     |  |  |  |  |  |  |  |  |  |  |  |  |  |  |  |
|  | 3. Condesa Norbertina Kinsky de Wchinitz y Tettau                   |  |  |  |  |  |  |  |  |  |  |  |  |  |  |  |
|  |                                                                     |  |  |  |  |  |  |  |  |  |  |  |  |  |  |  |
|  |                                                                     |  |  |  |  |  |  |  |  |  |  |  |  |  |  |  |
|  | 28. Conde Ladislao Esteban Festétics de Tólna                       |  |  |  |  |  |  |  |  |  |  |  |  |  |  |  |
|  |                                                                     |  |  |  |  |  |  |  |  |  |  |  |  |  |  |  |
|  |                                                                     |  |  |  |  |  |  |  |  |  |  |  |  |  |  |  |
|  | 14. Conde Jorge Ladislao Festetics de Tólna                         |  |  |  |  |  |  |  |  |  |  |  |  |  |  |  |
|  |                                                                     |  |  |  |  |  |  |  |  |  |  |  |  |  |  |  |
|  |                                                                     |  |  |  |  |  |  |  |  |  |  |  |  |  |  |  |
|  | 29. Princesa Josefina María de Hohenzollern-Hechingen               |  |  |  |  |  |  |  |  |  |  |  |  |  |  |  |
|  |                                                                     |  |  |  |  |  |  |  |  |  |  |  |  |  |  |  |
|  |                                                                     |  |  |  |  |  |  |  |  |  |  |  |  |  |  |  |
|  | 7. Condesa Georgina Ernestina Festétics de Tólna                    |  |  |  |  |  |  |  |  |  |  |  |  |  |  |  |
|  |                                                                     |  |  |  |  |  |  |  |  |  |  |  |  |  |  |  |
|  |                                                                     |  |  |  |  |  |  |  |  |  |  |  |  |  |  |  |
|  | 30. Conde Cayetano María Erdödy de Monyorókerék y Monoszló          |  |  |  |  |  |  |  |  |  |  |  |  |  |  |  |
|  |                                                                     |  |  |  |  |  |  |  |  |  |  |  |  |  |  |  |
|  |                                                                     |  |  |  |  |  |  |  |  |  |  |  |  |  |  |  |
|  | 15. Condesa Eugenia Erdödy de Monyorókerék y Monoszló               |  |  |  |  |  |  |  |  |  |  |  |  |  |  |  |
|  |                                                                     |  |  |  |  |  |  |  |  |  |  |  |  |  |  |  |
|  |                                                                     |  |  |  |  |  |  |  |  |  |  |  |  |  |  |  |
|  | 31. Baronesa Ernestina Juana de Lerchenfeld-Prennberg               |  |  |  |  |  |  |  |  |  |  |  |  |  |  |  |
|  |                                                                     |  |  |  |  |  |  |  |  |  |  |  |  |  |  |  |
|  |                                                                     |  |  |  |  |  |  |  |  |  |  |  |  |  |  |  |

| Predecesor: Isabel de Gutmann | Princesa consorte de Liechtenstein 7 de marzo de 1943 - 18 de octubre de 1989 | Sucesor: Condesa María Kinsky de Wchinitz y Tettau |